# Groupement spécial d'intervention
Ne doit pas être confondu avec Groupement d'intervention spécial ou Groupe d'intervention spéciale.
Pour les articles homonymes, voir GSI.
Les groupements spéciaux d'intervention (GSI) sont des unités des forces armées mauritaniennes chargées de combattre les incursions djihadistes en Mauritanie.  

## Histoire
Ils sont créés après l'embuscade de Tourine en 2008, qui voit douze soldats mauritaniens être tués par AQMI. 
Les GSI participent à plusieurs incursions mauritaniennes au Mali voisin, comme le raid de l'Akla en juillet 2010 aux côtés de militaires français, ou la bataille de Wagadou en juin 2011. 
À la suite de son engagement tactique et énergique contre les djihadistes, la Mauritanie n'a plus connu d'attaque djihadiste depuis 2011. 

## Organisation

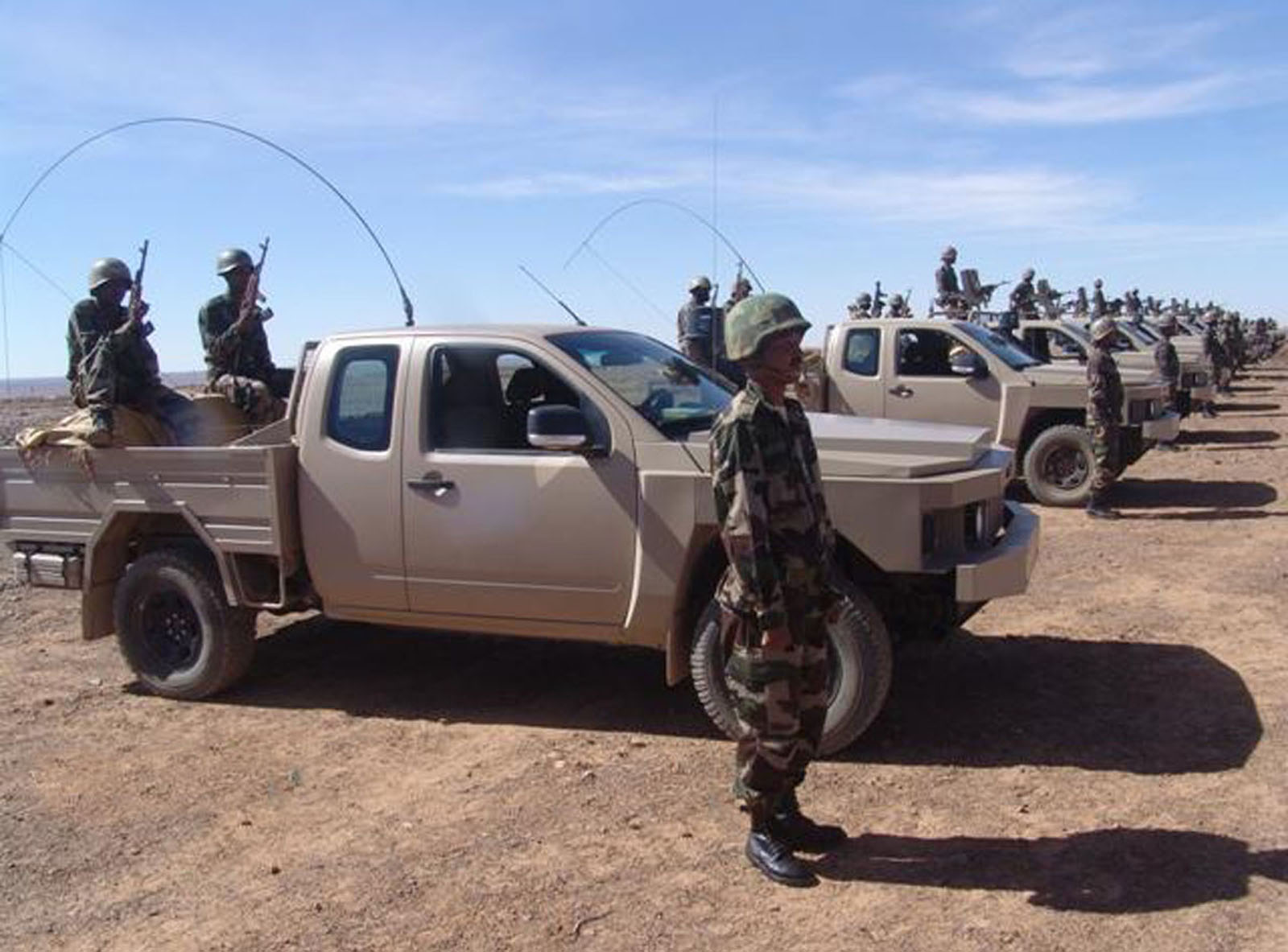
Des pick-ups lourds ACMAT ALTV en service au sein d'un GSI.

Au nombre de trois en 2010 et de cinq en 2011, ils sont six en 2013. 
Chaque GSI regroupe environ 200 hommes. Ces unités bien armées restent légères et mobiles, disposant de leur propre logistique et étant menées par de jeunes officiers énergiques. Elles peuvent agir en coordination avec les avions d'attaque Super Tucano de l'armée de l'air mauritanienne (en). 
Ils ont été formés par des militaires français du commandement des opérations spéciales. 

## Missions
Les GSI ont pour missions « la reconnaissance, le contrôle des points suspects, la recherche des groupes terroristes et narcotrafiquants, l’ouverture des zones difficiles avant l’intervention des autres unités, la sécurisation des compagnies étrangères dans la région, l’assistance aux citoyens des zones frontalières en matière sanitaire et alimentaire ». 
Les GSI patrouillent notamment dans une zone interdite de 200 km par 800 km le long de la frontière avec le Mali. Tout véhicule dans cette zone est arrêté et contrôlé. 